# Старе Радзіково
Старе Радзіково (пол. Stare Radzikowo) — село в Польщі, у гміні Червінськ-над-Віслою Плонського повіту Мазовецького воєводства.
Населення — 100 осіб (2011).
У 1975-1998 роках село належало до Плоцького воєводства.

## Демографія
Демографічна структура станом на 31 березня 2011 року:
|          | Загалом | Допрацездатний вік | Працездатний вік | Постпрацездатний вік |
| -------- | ------- | ------------------ | ---------------- | -------------------- |
| Чоловіки | 49      | 10                 | 34               | 5                    |
| Жінки    | 51      | 8                  | 23               | 20                   |
| Разом    | 100     | 18                 | 57               | 25                   |